# Ronzone
Ronzone (Renzón in noneso) è un comune italiano di 501 abitanti della provincia di Trento. Nel 1928 fu incorporato nel comune di Cavareno, per tornare ad essere autonomo nel 1952.
Le origini non sono accertate; il paese, devastato da un incendio scoppiato verso la fine dell'Ottocento, è stato in seguito ricostruito. A Ronzone nel 1976 è stata creata la prima carta da orientamento d'Italia e qui si sono disputati i primi campionati italiani di orientamento.

## Monumenti e luoghi d'interesse
- Chiesa dell'Immacolata, parrocchiale
- Chiesa di Sant'Antonio
- Cappella del Cristo alla Colonna

## Società

### Evoluzione demografica
Abitanti censiti

## Infrastrutture e trasporti
Fra il 1909 e il 1934 era presente una fermata denominata Belvedere lungo la Tranvia Dermulo-Fondo-Mendola.

## Amministrazione
| Periodo        | Periodo        | Primo cittadino  | Partito      | Carica  | Note |
| -------------- | -------------- | ---------------- | ------------ | ------- | ---- |
| 9 maggio 2005  | 16 maggio 2010 | Stefano Endrizzi | Lista civica | Sindaco |      |
| 17 maggio 2010 | 10 maggio 2015 | Stefano Endrizzi | Lista civica | Sindaco |      |
| 11 maggio 2015 | in carica      | Stefano Endrizzi | Lista civica | Sindaco |      |